# Yuan Ming-Che
Yuan Ming-Che (13 de septiembre de 1985) es un deportista taiwanés que compitió en taekwondo. Ganó una medalla de plata en el Campeonato Asiático de Taekwondo de 2008 en la categoría de –84 kg.

## Palmarés internacional
| Representando a China Taipéi |                 |                  |           |
| Campeonato Asiático          |                 |                  |           |
| Año                          | Lugar           | Medalla          | Categoría |
| 2008                         | Luoyang (China) | Medalla de plata | –84 kg    |